# Giuseppe Moscati - L'amore che guarisce
Giuseppe Moscati - L'amore che guarisce è una miniserie televisiva italiana che narra la vita di Giuseppe Moscati, il medico proclamato santo da papa Giovanni Paolo II nel 1987.

## Descrizione
La fiction è composta da 2 puntate dalla durata di circa 100 minuti ciascuna. La Rai ha anche proposto una versione ridotta in un'unica puntata.
La miniserie è realizzata da Artis Edizioni Digitali e Sacha Film Company in collaborazione con Rai Fiction, e venne trasmessa in prima visione TV da Raiuno in prima serata nel 2007.
La regia è di Giacomo Campiotti, e gli attori protagonisti sono Giuseppe Fiorello nel ruolo di Giuseppe Moscati, Ettore Bassi nel ruolo di Giorgio Piromallo, Kasia Smutniak nel ruolo di Elena Cajafa.

## Trama
Napoli, 1903. Giuseppe Moscati ed il suo amico Giorgio Piromallo sono due giovani medici appena laureati, inseparabili e spensierati, in cerca della loro prima occupazione. Giorgio, figlio di un famoso medico, ha scelto la professione per tradizione familiare, mentre Giuseppe, che contravviene dalla tradizione dei Moscati che lo avrebbe voluto avvocato (suo padre era Giudice del Tribunale di Napoli), ha per la medicina una vocazione dopo che i dottori che hanno visitato il fratello Alberto l'hanno lasciato morire. Giuseppe ha scelto così la strada con cui avrebbe trovato una via per guarire le persone. I due si trovano subito a concorrere per un posto all'Ospedale degli Incurabili di Napoli e, poiché il test d'ammissione è molto severo, Giorgio rassicura Giuseppe dicendogli che un membro della commissione, il dottor Delillo, è amico di suo padre e li aiuterà.
Giorgio trascina a fatica Giuseppe ad una festa dove presenta all'amico la bella e infelice principessa Elena Cajafa, e tra i due giovani si costituirà subito un forte legame. All'inizio la principessa lo invita a ballare per fare un dispetto a suo padre, ma quando capisce che Giuseppe è sinceramente attratto da lei, comincia piano piano ad amarlo.
Il giorno dell'ammissione Giorgio fa qualche errore, ma essendo raccomandato non ha problemi a superare il test; Giuseppe, che per via del suo anticonformismo risulta antipatico alla commissione, si dimostra molto competente ed affabile con i pazienti, tanto da convincere il presidente della commissione, il professor Monteforte, ad assumerlo come aiuto medico. Il ragazzo ha realizzato il sogno della sua vita.
Giuseppe è un uomo forte che si adatta con difficoltà alle rigide regole ospedaliere, difese da suor Helga, l'inflessibile caposala degli Incurabili. Non gli viene permesso di intrattenersi troppo con i malati per dar loro fiducia, deve rispettare una procedura e una sottomissione ai superiori che spesso gli impedisce di fare bene il suo lavoro. I sette minuti da dedicare ad ogni paziente stanno stretti a Giuseppe, che spesso si attarda accanto a casi senza speranza attirandosi critiche e rimproveri sia dalla caposala che dal professor Delillo. Giorgio, al contrario, si gode la vita e affronta la professione con molto distacco. Conquista una ballerina del caffè concerto di nome Cloe e con lei avvia una relazione molto passionale, ostacolata dal padre di lui.
Elena Cajafa, con la sua bellezza ed il suo tormento interiore, sta intanto a poco a poco conquistando il cuore di Giuseppe, e quando lui, durante l'eruzione del Vesuvio del 1906, sfidando la morte, salva i pazienti dell'ospedale di Torre del Greco, riceve un encomio pubblico ed una fama tali da vincere anche le riserve del padre della ragazza, che comincia a vederlo come un possibile candidato alla mano della figlia.
A Giuseppe il mondo sorride, e gli sembra di poter ottenere tutto: ormai è un medico affermato, conosciuto e amato da tutta Napoli, lavora a stretto contatto con il burbero prof. Monteforte e non smette di occuparsi anche dei casi più piccoli, senza più essere ostacolato da nessuno; anche la sorella Nina sembra sciogliere, nei successi di lui, l'amarezza di essere rimasta nubile ed il rifiuto ricevuto dall'uomo da lei amato, il cugino Leonardo, che ha scelto di farsi sacerdote. 
Ma anche per Giuseppe viene il momento della crisi a causa della morte per tetano di un piccolo lustrascarpe, Aniello, che il medico aveva preso a proteggere da qualche tempo. Un dolore che gli ricorda la morte del fratello, e che lo mette davanti al fatto compiuto senza che lui, da medico, possa far nulla. Quella sofferenza rafforza però la sua vocazione e quando, nell'ottobre del 1908, un nuovo concorso viene indetto Giuseppe lo vince diventando primo aiuto agli Incurabili e uno dei medici più famosi di Napoli; Giorgio, invece, lo perde, ricevendo anche i rimproveri del padre: tra i due amici la spaccatura è insanabile, Giorgio si dimette dall'Ospedale degli Incurabili e cambia completamente carattere nei riguardi di Giuseppe, che invece negli anni seguenti continuerà a considerarlo come un amico.
Lentamente, Giorgio abbandona la sua spensieratezza assumendo un carattere distaccato e aristocratico: decide di lasciare Cloe, nonostante la ragazza aspetti un bimbo da lui; l'unico aiuto che le fornisce è rappresentato dai soldi necessari ad abortire. Le possibilità economiche e le conoscenze paterne gli permettono di aprire uno studio privato che, in poco tempo, gli fa acquisire notorietà e importanti relazioni.
Giuseppe, invece, si dedica con entusiasmo alla formazione delle nuove generazioni di medici. I suoi metodi di insegnamento non convenzionali appassionano i medici tirocinanti (tra cui i giovani Arcangelo e Umberto) che vogliono a tutti i costi frequentare il suo ciclo di formazione. Ottenere la mano di Elena Cajafa, averla al suo fianco come moglie, sembra adesso il logico completamento del suo percorso. Ma la sera in cui egli si sta recando a casa del principe per avanzare la sua richiesta, una scoperta orribile lo allontana: l'epidemia di colera del 1910 è appena scoppiata nei vicoli di Napoli. Capisce che il suo posto non è accanto a una moglie ma tra i diseredati.
Mentre Giorgio prosegue nell'ascesa sociale e sposa Elena, Giuseppe ritrova Cloe. La ragazza è gravemente malata di setticemia e Giuseppe, capendo subito la gravità della situazione, va a cercare Giorgio che, però, rifiuta di aiutarla e anzi rinfaccia all'amico tutti suoi successi, accusandolo di falsa modestia. Giuseppe decide invece di assistere la donna, portandola a casa sua, malgrado la disapprovazione della sorella Nina, la quale, proprio grazie ai giorni passati con Cloe, si aprirà alla comprensione per la missione del fratello. Cloe confessa a Giuseppe, in punto di morte, di avere avuto un figlio da Giorgio e di averlo abbandonato sul sagrato di una chiesa e gli fa promettere che lo ritroverà. Dopo la morte di Cloe, il medico si mette alla ricerca di quel bambino ma nonostante i suoi sforzi non riesce a rintracciarlo.
Nel 1915, durante la prima guerra mondiale Giuseppe vorrebbe arruolarsi per prestare il suo soccorso ai soldati direttamente sul campo di battaglia, ma la richiesta viene respinta, in quanto ormai è un medico famoso in tutta Italia e viene ritenuta più saggia la sua permanenza in ospedale, a curare i soldati che arrivano dal fronte. Ogni tanto Giuseppe rincontra Elena, sempre accompagnata dal marito Giorgio, il quale però tiene sempre le distanze. 
Col passare degli anni la vocazione di Giuseppe si estende oltre i limiti del semplice medico: comincia a curare tutti coloro che gli ospedali rifiutano, accogliendoli in casa sua, e così facendo si accorge che i problemi più gravi sono la mancanza di igiene, la disoccupazione e, di conseguenza, la malnutrizione, che rende quindi vulnerabili alle più comuni malattie. Quello che Giuseppe prescrive ai suoi pazienti a domicilio non sono vere e proprie medicine, bensì generi alimentari. Ben presto la voce si sparge e tutti i poveri di Napoli bussano alla sua porta per essere visitati. Poiché Giuseppe non fa mai pagare né le visite né le medicine, pian piano si indebita e, con disappunto della sorella, è costretto a vendere i quadri e i mobili più preziosi appartenuti alla sua famiglia. 
Qualche tempo dopo, l'anziano prof. Monteforte è colto da un malore e muore nella sua aula universitaria, confortato da Giuseppe. Monteforte lascia vacante la sua cattedra di insegnante alla facoltà di Medicina, ma Moscati la rifiuta pubblicamente, preferendo rimanere in ospedale, accanto ai malati, quindi cede la cattedra proprio a Giorgio, che però non si spreca nemmeno di ringraziarlo.
Un giorno Elena si reca in casa di Giuseppe (ormai trasformata in un ambulatorio) per confidargli di non essere felice: ha paura di non poter avere figli ed è andata da lui sperando di poter essere aiutata; ma lui non può che confermare la diagnosi che le era stata fatta da altri medici. Le dice anche che l'amore spesso si trova anche là dove non avevamo mai pensato di trovarlo, e la accompagna in un orfanotrofio dove proprio Antonio, il figlio di Cloe e di Giorgio colpisce il cuore di lei, che decide di adottarlo, senza sapere che suo marito è il padre naturale del bambino. Giorgio, che dalla fallita relazione con Cloe non vuole più avere figli, fatica ad accettare Antonio ma guardandolo negli occhi il suo cuore si addolcisce.
Negli anni venti, nel periodo dell'epoca fascista, Mussolini sta per promulgare una nuova legge sulla sanità, che modifica il percorso formativo dei laureandi in medicina. In pratica i giovani medici verranno formati nelle università e mandati negli ospedali in un secondo tempo, eliminando di fatto la formazione sul campo, quella adottata da Moscati. Giuseppe infatti si oppone fermamente al nuovo ordinamento, poiché sostiene che senza esperienza diretta i giovani non sapranno come comportarsi nelle situazioni difficili e che così facendo gli ospedali saranno presto gremiti di medici teoricamente preparati ma praticamente inesperti. Per rafforzare la sua opinione Giuseppe si rivolge ancora una volta a Giorgio, che oltre ad aver acquisito fama e notorietà si è convertito al fascismo. Nonostante le buone intenzioni, Giuseppe ottiene solo un ennesimo rifiuto. 
Nella vita del dottor Moscati, divisa tra l'ospedale, le visite a domicilio ed il suo costante aiuto alla popolazione dei quartieri poveri, arriva infine la malattia: sempre più di frequente è colto da improvvisi dolori al petto, anche se tenta di nasconderli il più possibile continuando a fare il suo lavoro. Una sera, in ospedale, scrive una lettera di ringraziamento e di addio e tutti quelli che gli sono stati vicino e che lo hanno aiutato in vari momenti della sua vita, senza trascurare il suo vecchio amico Giorgio.
È il 1927; Giuseppe è malato e stanco, la sua casa è spoglia di tutto perché tutti i suoi averi sono serviti per curare i poveri. È così che lo trova Giorgio quando si reca da lui: una decisione improvvisa, dopo numerosi anni, quasi un'intuizione divina, ed una premonizione. Giuseppe gli rivela che quel bambino che ha adottato, Antonio, è figlio suo e di Cloe.
Quando Giorgio esce da casa di Giuseppe, riconciliato con l'amico e con la vita, le campane suonano a morto ed un funerale sta attraversando Piazza del Gesù. Quando Giorgio chiede chi è morto, la gente piangendo gli risponde: «Giuseppe Moscati, il medico dei poveri, è morto ieri».
Giorgio si unisce alla processione, tenendo Antonio in braccio e Elena per mano. I titoli di coda annunciano che nel 1987 Giuseppe Moscati è stato proclamato Santo da papa Giovanni Paolo II.
La trama della miniserie - come giustamente evidenziato dai biografi più noti del Moscati, Antonio Tripodoro e Andrea Jelardi, rispettivamente sul periodico Gesù Nuovo e sul quotidiano Il Denaro - presenta alcune vicende della vita del santo che sono state romanzate o sono del tutto immaginarie, prima fra tutte la relazione sentimentale ed il rapporto di amore-odio con l'amico e collega Piromallo.

## Ascolti
| n° | Prima TV Italia   | Telespettatori | Share  |
| -- | ----------------- | -------------- | ------ |
| 1  | 26 settembre 2007 | 5 378 000      | 21,14% |
| 2  | 27 settembre 2007 | 6 782 000      | 27,20% |